# Criteo
Criteo è un'azienda francese di "retargeting" personalizzato che opera con aziende al dettaglio su internet per mostrare pubblicità sul web personalizzata ai clienti che hanno precedentemente visitato il sito di chi fa pubblicità .
La società opera in 30 mercati in tutto il mondo e ha sede a Parigi e dal 2011 il presidente è Greg Coleman.
Criteo consente alle aziende online di seguire i visitatori che hanno lasciato il proprio sito Web senza effettuare un acquisto utilizzando banner personalizzati che mirano a riportare potenziali clienti al sito Web iniziale.

## Storia
Criteo è stata fondata a Parigi, Francia nel 2005 da Jean-Baptiste Rudelle, Franck Le Ouay e Romain Niccoli. Criteo ha trascorso i primi quattro anni concentrandosi su  Ricerca-e-Sviluppo e ha lanciato il suo primo prodotto nell'aprile 2008. Nel 2010, Criteo ha aperto un ufficio nella Silicon Valley nel tentativo di migliorare il proprio profilo negli Stati Uniti.
Nel 2012, Criteo ha aperto la sua nuova sede a Parigi, in Francia, stabilendo uno dei più grandi centri di ricerca e sviluppo europei dedicati alla pubblicità predittiva. Il centro continuerà a fornire supporto centrale a più di 30 mercati in tutto il mondo, in cinque continenti: Nord America, Europa, Asia, Sud America e Australia.
Nel settembre 2013, l'azienda ha presentato istanza di IPO presso le autorità di regolamentazione statunitensi per raccogliere fino a $ 190 milioni. Nell'ottobre 2017, Criteo ha nominato Mollie Spilman come COO.
Nel 2022, a seguito di un reclamo di Privacy International, l'autorità per la privacy francese (CNIL) ha adottato una decisione preliminare che applicherebbe una multa di 60 milioni di euro a Criteo.